# مارگارت تراولتا
مارگارت تراولتا (به انگلیسی: Margaret Travolta) بازیگر آمریکایی است.
او خواهر جان تراولتا، جوئی تراولتا، الن تراولتا است.
از فیلم‌های معروف او می‌توان به بازی در فیلم افسون‌زده و سکس و صبحانه اشاره کرد.